# قطعنامه ۶۷۴ شورای امنیت
قطعنامه ۶۷۴ شورای امنیت سازمان ملل متحد که در تاریخ ۲۹ اکتبر ۱۹۹۰ تصویب شد، سندی بین‌المللی دربارهٔ عراق-کویت است. این قطعنامه طی نشست ۲۹۵۱ام با ۱۳ رای موافق، ۰ مخالف و ۲ ممتنع تصویب شد.